# Assedio di Nagakubo
L′assedio di Nagakubo fu una battaglia del periodo Sengoku. Fa una delle tante battaglie di Takeda Shingen per la conquista della provincia dello Shinano. Conquistò il castello da un suo precedente alleato, Oi Sadataka, che lo aveva tradito e si era alleato con Murakami Yoshikiyo. Oi fu mandato alla città capitale dei Takeda, Kōfu, dove fu giustiziato.